# 江钰源
江鈺源（1991年11月1日—）是广西柳州市人，中國女子體操運動員。她亦是一名全能型選手，強項為高低槓和自由體操。現為浙江體操隊成員。由2010年起擔任中國女子體操隊隊長，在2010年的世界體操錦標賽上得到女子個人全能銀牌，是中國女子體操運動員於世界大賽女子全能項目中取得的最佳成績。2013年江鈺源退役後在浙江大學就讀。

## 背景資料
江鈺源出生於廣西省柳州市，父親江濤是柳州市一名普通的計程車司機，母親為家庭主婦。在她年輕時，家庭經濟拮据。江濤稱當初送女兒去體操學校，純粹是想她的身體強壯一點。江鈺源年幼時非常好動，她不喜歡安靜地坐著看書畫畫，而是喜歡上樹上房，最喜歡的就是爬梯子，父親還以為她有「好動症」。而剛好鄰居是著名體操運動員李寧的表哥，他看到江鈺源如此好動，便建議江濤把女兒送去練體操。

## 體操歷程
| 年     | 體校名稱                                           | 教練                           |
| 1994年 | 進入柳州市體操學校                                 | 楊國秀                         |
| 1996年 | 進入廣西壯族自治區體校                             | 鄧嵐                           |
| 1997年 | 進入自治區體工大隊集训一个月后退回广西体育运动学校 | 邓岚                           |
| 1999年 | 進入浙江體工大隊                                   | 徐驚蕾、王明友、朱毅斌、俞衛青 |
| 2004年 | 進入國家隊                                         | 熊景斌、張霞                   |

## 強項
江鈺源最大特點在於四個項目實力平均，是全能型選手。在跳馬項目中，她曾在2008年奧運會前的比賽中成功完成難度分達6.5的Amanar（踺子小翻直體後空翻900度），是程菲以外，中國隊唯一能完成這個難度系數動作的選手，但在北京奧運會上2次嘗試這個動作失敗後，沒有再在比賽中使用這個動作，改為使用難度系數5.8的「踺子小翻直體後空翻720度」。
高低槓一直是她的強項，2010年她在世錦賽的高低槓成套難度系數為6.9分，比最後奪得高低槓單項冠軍的Tweddle更高，但在「每個國家只可有2名選手進入決賽」的規例下，隊友何可欣及黃秋爽以首2名資格進入決賽，江鈺源未能參加決賽。
江鈺源在北京奧運前曾因為腳部受傷而長時間停止練習平衡木，令這個項目成為她的相對弱項，但在2009年新計分制實施後，她已將平衡木成套提高至國際頂尖水平，難度系數為6.2，在全能項目具競爭力。
她在自由體操的難度系數不算高，但由於具表現力，在北京奧運時每次表演她的成套都會令觀眾拍手附和。但2010年世錦賽她仍沿用2008年的成套，在新計分制下難度系數為5.7。

## 偶像
江鈺源的偶像是前輩程菲。江鈺源早已久仰程菲這位國家隊大師姐的大名，而身為隊長的程菲又十分照顧後輩，因此江鈺源在日常訓練中經常與程菲交流。此外，程菲在訓練中會走過來給鈺源鼓勵，告訴她怎樣可做得更好。

## 個人愛好
- 愛聽英文歌、看小說、看日本時裝及數碼雜誌。[6][7]
- 想到日本旅遊、學習日語和化妝。
- 最愛吃的食物是柳州特產螺螄粉。

## 性格特質
- 江鈺源經常笑臉迎人，總予人開朗少女的感覺。身旁的朋友都稱她長得像一個小巧玲瓏的「瓷娃娃」，故有「可愛教主」的稱號。
- 她在浙江省隊時的教練朱毅斌則認為她很會懶散，不夠集中。讓她做「懸垂舉腿」25個，你不盯緊她肯定會少做幾個。隨著年齡的增長，現在的江鈺源成熟了很多。教練又稱讚她領悟力高，膽色過人，能穩妥地做出的高難度動作。
- 她自小家貧，但很懂事。每次跟媽媽出門買東西，她都會挑便宜的買。[8] 她很節儉愛家，每月讓教練幫忙把國際比賽贏得來的獎金寄給父母。在北京奧運會拿得女子團體金牌後，十分希望給鄉下的父母換間大房子[9]。

## 受訪
奧運記錄電影——築夢2008中有江鈺源與隊友鄧琳琳及乃若愚的受訪片段，影片記錄了江鈺源2003年到2007年訓練情況。

## 主要比賽成績
- 2006年 全國體操錦標賽個人全能季軍
- 2007年 全國體操錦標賽高低杠季軍
- 2007年 體操世界盃(上海站)高低槓冠軍、自由體操冠軍、跳馬季軍
- 2007年 世界體操錦標賽(德國站)女團亞軍、自由體操第四
- 2007年 「好運北京」國際體操邀請賽女子個人全能冠軍
- 2008年 體操世界盃(卡塔爾多哈站)高低槓亞軍、自由體操冠軍、平衡木第四
- 2008年 全國體操錦標賽暨奧運會選拔賽女子個人全能冠軍、高低槓季軍
- 2008年 法國體操錦標賽跳馬季軍、高低槓亞軍、自由體操的冠軍
- 2008年 北京奧運會體操女子團體冠軍（是中國隊歷史上首面女子體操團體金牌）、個人全能第六名、自由體操第四名
- 2008年 青島全國體操冠軍賽自由體操冠軍
- 2008年 體操世界盃(捷克俄斯特拉發站)自由體操及高低槓冠軍、平衡木亞軍
- 2008年 法國馬賽盃個人全能、自由體操及高低杠冠軍
- 2008年 馬德里世界盃總決賽高低杠及自由體操亞軍
- 2009年 全國體操錦標賽暨全運會體操預賽 女子團體亞軍、高低杠冠軍
- 2009年 第25屆世界大學生運動會女子團體冠軍、女子個人全能冠軍、平衡木冠軍、高低杠季軍及自由體操亞軍
- 2010年 全國體操錦標賽女子團體亞軍、女子全能亞軍、女子平衡木亞軍、女子自由體操季軍
- 2010年 第42屆世界體操錦標賽女子團體季軍、女子全能亞軍
- 2010年 亞洲運動會女子團體冠軍
- 2011年 全國體操錦標賽女子團體亞軍
- 2011年 體操世界盃比利時根特站高低杠亞軍
- 2011年 第四十三屆世界體操錦標賽女子團體銅牌
- 2012年 全國體操錦標賽女子個人全能亞軍

| 年份 | 比賽                | 地點       | 項目     | 決賽排名 | 決賽成績 | 資格賽排名 | 資格賽成績 |
| ---- | ------------------- | ---------- | -------- | -------- | -------- | ---------- | ---------- |
| 2010 | 世界體操錦標賽      | 鹿特丹     | 個人全能 | 2        | 59.998   | 4          | 58.099     |
| 2010 | 世界體操錦標賽      | 鹿特丹     | 女子團體 | 3        | 174.781  | 2          | 233.778    |
| 2010 | 世界體操錦標賽      | 鹿特丹     | 高低槓   |          |          | 5          | 15.200     |
| 2010 | 世界體操錦標賽      | 鹿特丹     | 平衡木   |          |          | 16         | 14.333     |
| 2010 | 世界體操錦標賽      | 鹿特丹     | 自由體操 |          |          | 25         | 13.833     |
| 2009 | 世界大學生運動會    | 貝爾格萊德 | 個人全能 | 1        | 57.050   | 1          | 58.550     |
| 2009 | 世界大學生運動會    | 貝爾格萊德 | 女子團體 | 1        | 169.150  |            |            |
| 2009 | 世界大學生運動會    | 貝爾格萊德 | 平衡木   | 1        | 14.850   | 1          | 14.400     |
| 2009 | 世界大學生運動會    | 貝爾格萊德 | 自由體操 | 2        | 14.325   | 2          | 14.450     |
| 2009 | 世界大學生運動會    | 貝爾格萊德 | 高低槓   | 3        | 15.200   | 3          | 15.200     |
| 2008 | 體操世界盃 (總決賽) | 馬德里     | 高低槓   | 2        | 15.700   |            |            |
| 2008 | 體操世界盃 (總決賽) | 馬德里     | 自由體操 | 2        | 15.225   |            |            |
| 2008 | 體操世界盃 (分站賽) | 俄斯特拉發 | 自由體操 | 1        | 14.250   | 1          | 14.250     |
| 2008 | 體操世界盃 (分站賽) | 俄斯特拉發 | 高低槓   | 1        | 15.800   | 1          | 15.350     |
| 2008 | 體操世界盃 (分站賽) | 俄斯特拉發 | 平衡木   | 2        | 15.300   | 3          | 14.350     |
| 2008 | 第29屆奧運會        | 北京       | 女子團體 | 1        | 188.900  | 1          | 248.275    |
| 2008 | 第29屆奧運會        | 北京       | 個人全能 | 6        | 60.900   | 7          | 60.625     |
| 2008 | 第29屆奧運會        | 北京       | 自由體操 | 4        | 15.350   | 8          | 15.050     |
| 2008 | 體操世界盃 (分站賽) | 多哈       | 自由體操 | 1        | 14.925   | 1          | 15.300     |
| 2008 | 體操世界盃 (分站賽) | 多哈       | 高低槓   | 2        | 15.825   | 2          | 15.500     |
| 2008 | 體操世界盃 (分站賽) | 多哈       | 平衡木   | 4        | 14.825   | 1          | 15.100     |
| 2007 | 世界體操錦標賽      | 斯圖加特   | 個人全能 |          |          | 147        | 44.825     |
| 2007 | 世界體操錦標賽      | 斯圖加特   | 自由體操 | 4        | 15.100   | 8          | 14.750     |
| 2007 | 世界體操錦標賽      | 斯圖加特   | 女子團體 | 2        | 183.450  | 2          | 241.175    |
| 2007 | 世界體操錦標賽      | 斯圖加特   | 高低槓   |          |          | 16         | 15.375     |
| 2007 | 體操世界盃 (分站賽) | 上海       | 跳馬     | 3        | 14.412   |            |            |
| 2007 | 體操世界盃 (分站賽) | 上海       | 高低槓   | 1        | 16.100   |            |            |
| 2007 | 體操世界盃 (分站賽) | 上海       | 自由體操 | 1        | 15.225   |            |            |

## 爭議

### 年齡
北京奧運期間，有媒體報導江鈺源真實年齡被質疑。她被質疑是源於2008年初，在悉尼奧運奪得銅牌的體操選手楊雲坦承未滿16歲，故引起外國對中國女子體操選手的年齡的揣測，質疑其有否違反國際體操聯合會最小參賽年齡之規定。一般認為年輕運動員在做較高難度動作時會比年長運動員有利。
紐約時報指出中國官方媒體及網站，包括國家體育總局都列出中國運動員的年齡可能未滿16歲，她們包括了江鈺源、何可欣和杨伊琳等。而體育當局則解釋是由於文件上有失誤引致。事件引起國際奧林匹克委員會的關注，在京奧後1個月，奧委會聯同國際體操聯會進行調查。在後者收到來自中國方面的選手年齡證明後，他們最終在10月1日結束調查並承認中國體操選手符合資格參賽。

### 感情
2019年1月22日，江鈺源被指控介入閨蜜的家庭當小三，目前其本人尚未回應。

## 外部連結
- 江钰源在国际奥林匹克委员会的资料
- 江钰源的新浪微博
- 中國體操協會官方網站